# 台湾舞曲
《台湾舞曲》（日語：たいわんぶきょく）是江文也創作於1934年的一首舞曲。鋼琴版創作於1934年4月，而其管弦乐版則是在同年8月完成的。1936年，《台湾舞曲》管絃樂版獲得第十一届夏季奥林匹克运动会國際音樂比賽的特别獎。

## 樂曲結構
一个减缩再现的复三部曲式，呈示部分是再现单三部曲式。乐曲中部由两大部分组成，前半部分为抒情的中板，后半部分则是是大的展开性连接。再现部减缩成乐段，尾随一个短小的尾声。
江文也在譜上寫了這些文字：
『私はそこに華麗を尽くした殿堂を見た。

荘厳を極めた楼閣を見た。深い森に囲まれた演芸場や祖廟を見た。

しかし、これらのものはもう終りを告げた。

これらはみな霊となって微妙なる空間に融け込んで

幻想が消え失せるように、神と子の寵愛をほしいままに一身に集めた

これらは、脱穀のように闇に浮かんでいた。

ああ、私はそこに引き潮に残るニッ三ツの泡末のある風景を見た』

我在此看見極其莊嚴的樓閣

我在此看見極華麗的殿堂

我也看到被深山密林環繞的祖廟和古代的演技場

但這些都已消失淨盡

它已化作精靈

容於冥冥的太空

將神與人之子的寵愛集於一身的精華也如海市蜃樓

隱隱浮現在幽暗之中

啊! 我在這退潮的海邊上

只看見殘留下來的兩三片水沫泡影…
整部曲子並不是為舞蹈寫作的，也不是現有原住民族既有音樂的紀錄，而是全新的個人創作。廿世紀，現代音樂的影響很明顯，演奏時，弦樂部分撥奏、跳弓為主，完全顛覆和緩地拉出旋律線的手法。

## 外部連結
樂曲聆聽
- YouTube上的台灣舞曲
- YouTube上的台灣舞曲
- YouTube上的台灣舞曲（現代國樂版本）

樂曲講評
- gonzoyeves. . 樂多日誌. 台灣音樂書寫團隊. 2012-09-18. （原始内容存档于2015-01-06）.
- 許芳源. . 耕者有其田. 2009-10-01. （原始内容存档于2016-06-10）.
- . 高雄市政府教育局. （原始内容存档于2018-10-04）.